# Bernardo Maria Conti

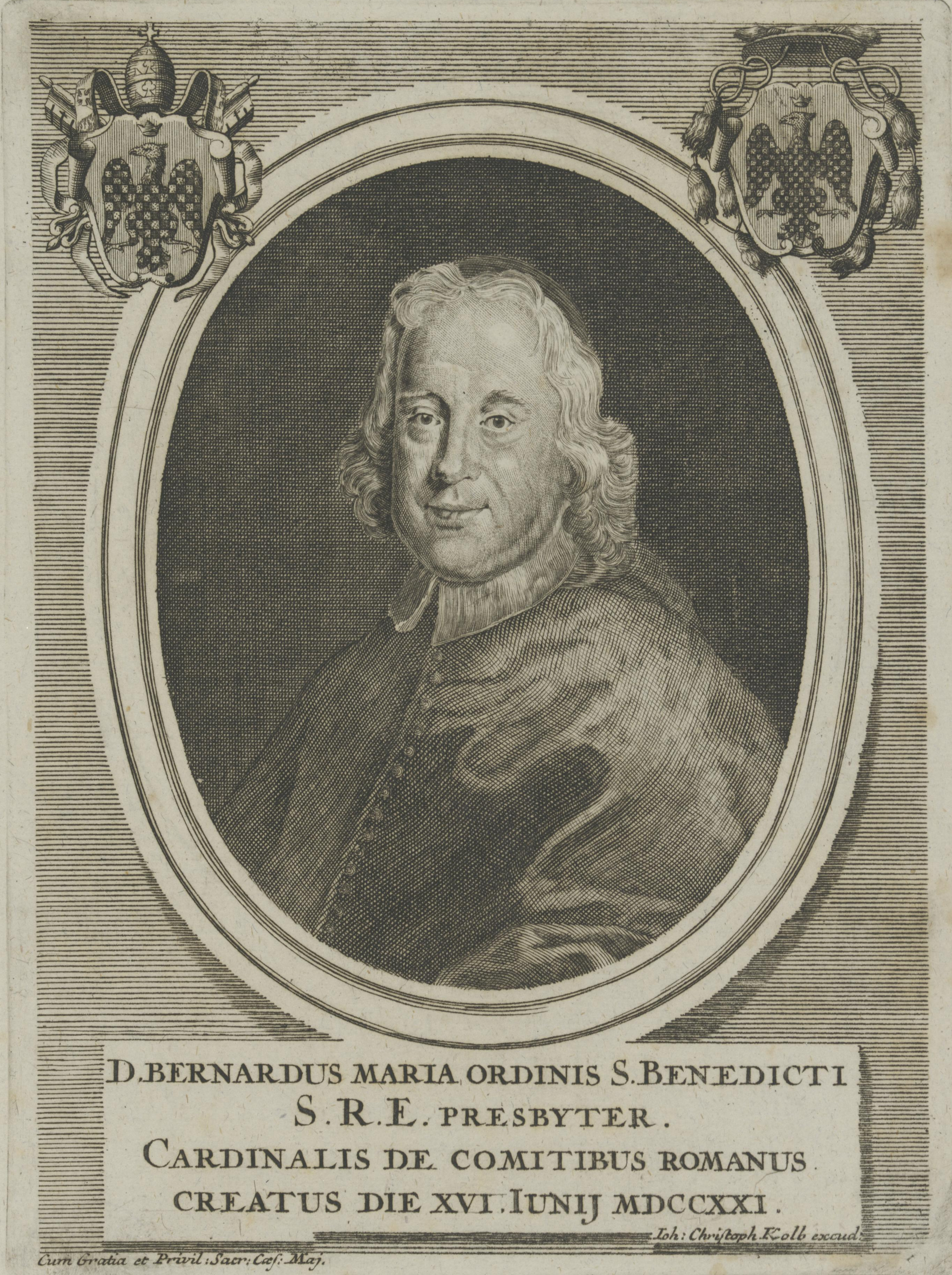
El cardenal Bernardo Maria Conti.

Bernardo Maria Conti O.S.B. (29 de marzo de 1664 - 29 de abril de 1730) fue un cardenal italiano de la Iglesia católica. Fue hermano del papa Inocencio XIII.

## Biografía
Nació el 29 de marzo de 1664, en Roma. Fue ordenado sacerdote el 21 de diciembre de 1689 en la orden de los benedictinos. El 16 de junio de 1721 fue elevado al cardenalato por el papa Inocencio XIII, entregándole el título de San Bernardo alle Terme Iglesia. Falleció de un infarto durante el cónclave de 1730. Fue enterrado en la Iglesia de Santa María de la Mentorella de Guadagnolo.